# Suối Quyền
Suối Quyền là một xã thuộc huyện Văn Chấn, tỉnh Yên Bái, Việt Nam.
Xã Suối Quyền có diện tích 34,74 km², dân số năm 2019 là 1.800 người, mật độ dân số đạt 52 người/km².